# Sörös István
Sörös István (Balatonudvari, 1804. február 24. – Kádárta, 1892. április 21.) református lelkész.

## Élete
Sörös Ferenc és Ágoston Lidia földművelő szülők gyermeke. Tanulmányait Pápán végezte (1815-1828), majd poeseos praeceptor lett, 1829-ben Neszmélyre ment akadémiai rektornak. Két év múlva Pozsonyba hívták nevelőnek. 1832 novemberében papi vizsgát tett és Balatonfüreden, 1833-ban Tótvázsonyban, majd Inotán alkalmazták segédlelkésznek, 1834-ben Sólyon adminisztrátornak. 1835-ben Kádártán lett rendes lelkész. A veszprémi egyházmegyében 1855-től 1870-ig tanácsbírói tisztet viselt, melyről agg kora miatt lemondott. Bölcselettel szeretett foglalkozni és Kantot követte; az egyházmegyei papi vizsgákon a bölcseletből volt bíráló.
Tanuló korában verselni szeretett és több humorisztikus verse forgott közkézen. Tóth Ferenc felszólítására 1833-ban írta: «Csak buborék földi életünk...» kezdetű halotti éneket, mely a Pápán 1842-ben kiadott és a dunántúli református egyházkerületben használatban levő: «Halotti énekek»-ben megjelent.
Sok egyházi beszéde maradt kéziratban.